# Copa Argentina 2022
La Copa Argentina 2022 (llamada Copa Argentina «AXION Energy» 2022 por motivos de patrocinio) fue la duodécima edición de la competición, organizada por la Asociación del Fútbol Argentino, y la décima de su nueva etapa. 
La competencia contó, en su fase final, con la participación de 64 equipos: los 26 que disputaron el Campeonato de Primera División 2021; los 7 primeros equipos de las zonas A y B, además del mejor octavo, del Campeonato de Primera Nacional 2021; los 6 primeros equipos de la tabla general de posiciones del Campeonato de Primera B 2021, los 5 primeros equipos de ambas zonas del Torneo Federal A 2021, los 4 primeros equipos de la tabla general de posiciones del Campeonato de Primera C 2021, y los 3 primeros equipos de la tabla general de posiciones del Campeonato de Primera D 2021.
El sorteo se realizó en el predio de la AFA, en la localidad de Ezeiza, el 22 de diciembre de 2021.
El campeón fue el Club Atlético Patronato, de la provincia de Entre Ríos, que logró su primer título oficial en competencias de AFA al derrotar a Talleres de Córdoba, por 1-0, en la final disputada en el Estadio Malvinas Argentinas de Mendoza. Obtuvo, así, la clasificación a la Copa Libertadores 2023, en la cual fue su primera participación en su historia, y a la final de la Supercopa Argentina 2022.

## Equipos participantes
Nota: En negrita, el equipo campeón

### Primera División
| Aldosivi           | Argentinos Juniors | Arsenal                 | Atlético Tucumán  |
| Banfield           | Boca Juniors       | Central Córdoba (SdE)   | Colón             |
| Defensa y Justicia | Estudiantes (LP)   | Gimnasia y Esgrima (LP) | Godoy Cruz        |
| Huracán            | Independiente      | Lanús                   | Newell's Old Boys |
| Patronato          | Platense           | Racing Club             | River Plate       |
| Rosario Central    | San Lorenzo        | Sarmiento (J)           | Talleres (C)      |
| Unión              | Vélez Sarsfield    |                         |                   |

### Segunda división

#### Primera Nacional
| Agropecuario           | Almirante Brown | Barracas Central        | Belgrano               |
| Brown de Adrogué       | Deportivo Morón | Ferro Carril Oeste      | Gimnasia y Esgrima (J) |
| Gimnasia y Esgrima (M) | Güemes (SdE)    | Independiente Rivadavia | Quilmes                |
| San Martín (T)         | Tigre           | Tristán Suárez          |                        |

### Tercera división

#### Primera B
| Acassuso  | Colegiales  | Flandria | Justo José de Urquiza |
| Los Andes | Sacachispas |          |                       |

#### Torneo Federal A
| Central Norte (S)    | Chaco For Ever   | Cipolletti | Deportivo Madryn |
| Gimnasia y Tiro (S)  | Olimpo           | Racing (C) | Sol de Mayo      |
| Sportivo Las Parejas | Sportivo Peñarol |            |                  |

### Cuarta división

#### Primera C
| Central Córdoba (R) | Deportivo Laferrere | Dock Sud | Ituzaingó |

### Quinta división

#### Primera D
| Defensores de Cambaceres | Liniers | Puerto Nuevo |

### Distribución geográfica de los equipos
| Región                           | Equipos |
| -------------------------------- | ------- |
| Provincia de Buenos Aires        | 30      |
| Ciudad de Buenos Aires           | 9       |
| Provincia de Santa Fe            | 6       |
| Provincia de Córdoba             | 3       |
| Provincia de Mendoza             | 3       |
| Provincia de Río Negro           | 2       |
| Provincia de Salta               | 2       |
| Provincia de Santiago del Estero | 2       |
| Provincia de Tucumán             | 2       |
| Provincia del Chaco              | 1       |
| Provincia del Chubut             | 1       |
| Provincia de Entre Ríos          | 1       |
| Provincia de Jujuy               | 1       |
| Provincia de San Juan            | 1       |
| Total                            | 64      |

## Sedes
Los siguientes estadios formaron parte de las sedes en las que se disputaron los partidos.
|                                                                       |                                                              |                                                                |                                                                       |
|                                                                       |                                                              |                                                                |                                                                       |
| 15 de Abril Ciudad: Santa Fe Capacidad: 26 500                        | 23 de Agosto Ciudad: San Salvador de Jujuy Capacidad: 24 000 | Alvaro Pedro Ducás Ciudad: Cutral Có Capacidad: 16 500         | Brigadier General Estanislao López Ciudad: Santa Fe Capacidad: 40 000 |
|                                                                       |                                                              |                                                                |                                                                       |
| Carlos Augusto Mercado Luna Ciudad: La Rioja Capacidad: 30 000        | Centenario Ciudad: Resistencia Capacidad: 25 000             | Centenario Ciudad de Quilmes Ciudad: Quilmes Capacidad: 30 200 | Ciudad de Caseros Ciudad: Caseros Capacidad: 16 000                   |
|                                                                       |                                                              |                                                                |                                                                       |
| Ciudad de Lanús Ciudad: Lanús Capacidad: 46 619                       | Juan Carmelo Zerillo Ciudad: La Plata Capacidad: 24 500      | Juan Domingo Perón Ciudad: Córdoba Capacidad: 30 000           | Juan Gilberto Funes Ciudad: La Punta Capacidad: 15 100                |
|                                                                       |                                                              |                                                                |                                                                       |
| Julio César Villagra Ciudad: Córdoba Capacidad: 30 000                | Julio Humberto Grondona Ciudad: Sarandí Capacidad: 18 500    | Malvinas Argentinas Ciudad: Mendoza Capacidad: 42 500          | Marcelo Bielsa Ciudad: Rosario Capacidad: 42 000                      |
|                                                                       |                                                              |                                                                |                                                                       |
| Mario Alberto Kempes Ciudad: Córdoba Capacidad: 57 000                | Nuevo Francisco Urbano Ciudad: Castelar Capacidad: 32 350    | Nuevo Monumental Ciudad: Rafaela Capacidad: 20 000             | Padre Ernesto Martearena Ciudad: Salta Capacidad: 21 000              |
|                                                                       |                                                              |                                                                |                                                                       |
| Presbítero Bartolomé Grella Ciudad: Paraná Capacidad: 22 000          | San Juan del Bicentenario Ciudad: Pocito Capacidad: 25 286   | Único de San Nicolás Ciudad: San Nicolás Capacidad: 23 000     | Único de Villa Mercedes Ciudad: Villa Mercedes Capacidad: 30 000      |
|                                                                       |                                                              |                                                                |                                                                       |
| Único Madre de Ciudades Ciudad: Santiago del Estero Capacidad: 30 000 |                                                              |                                                                |                                                                       |

## Fase final

### Cuadro de desarrollo
El cuadro lo protagonizan los clasificados de las fases preliminares (en este caso, los torneos regulares de cada categoría): los veintiséis equipos que disputaron el Campeonato de Primera División 2021, quince de Primera Nacional, dieciséis de tercera división (seis de Primera B y diez del Torneo Federal A), cuatro de cuarta división (Primera C) y tres de quinta división (Primera D).
|  | Treintaidosavos de final                       | Treintaidosavos de final                | Treintaidosavos de final |       |                                         | Dieciseisavos de final  | Dieciseisavos de final | Dieciseisavos de final |  |                                         | Octavos de final        | Octavos de final | Octavos de final |  |                                         | Cuartos de final | Cuartos de final | Cuartos de final |  |                                         | Semifinales                          | Semifinales  | Semifinales |  |  | Final                                 | Final        | Final |
|  |                                                |                                         |                          |       |                                         |                         |                        |                        |  |                                         |                         |                  |                  |  |                                         |                  |                  |                  |  |                                         |                                      |              |             |  |  |                                       |              |       |
|  | Bandera de la Provincia de Buenos Aires        | Banfield                                | 3                        |       |                                         |                         |                        |                        |  |                                         |                         |                  |                  |  |                                         |                  |                  |                  |  |                                         |                                      |              |             |  |  |                                       |              |       |
|  | Bandera de la Provincia de Buenos Aires        | Dock Sud                                | 1                        |       |                                         |                         |                        |                        |  |                                         |                         |                  |                  |  |                                         |                  |                  |                  |  |                                         |                                      |              |             |  |  |                                       |              |       |
|  | Bandera de la Provincia de Buenos Aires        | Dock Sud                                | 1                        |       | Bandera de la Provincia de Buenos Aires | Banfield                | 2                      |                        |  |                                         |                         |                  |                  |  |                                         |                  |                  |                  |  |                                         |                                      |              |             |  |  |                                       |              |       |
|  |                                                |                                         |                          |       | Bandera de la Provincia de Buenos Aires | Banfield                | 2                      |                        |  |                                         |                         |                  |                  |  |                                         |                  |                  |                  |  |                                         |                                      |              |             |  |  |                                       |              |       |
|  |                                                | Bandera de la Provincia de Santa Fe     | Unión                    | 1     |                                         |                         |                        |                        |  |                                         |                         |                  |                  |  |                                         |                  |                  |                  |  |                                         |                                      |              |             |  |  |                                       |              |       |
|  | Bandera de la Provincia de Santa Fe            | Bandera de la Provincia de Santa Fe     | Unión                    | 1     | Unión                                   | 1 (4)                   |                        |                        |  |                                         |                         |                  |                  |  |                                         |                  |                  |                  |  |                                         |                                      |              |             |  |  |                                       |              |       |
|  | Bandera de la Provincia de Santa Fe            |                                         |                          |       | Unión                                   | 1 (4)                   |                        |                        |  |                                         |                         |                  |                  |  |                                         |                  |                  |                  |  |                                         |                                      |              |             |  |  |                                       |              |       |
|  | Bandera de la Provincia de Santa Fe            | Sportivo Las Parejas                    | 1 (3)                    |       |                                         |                         |                        |                        |  |                                         |                         |                  |                  |  |                                         |                  |                  |                  |  |                                         |                                      |              |             |  |  |                                       |              |       |
|  | Bandera de la Provincia de Santa Fe            | Sportivo Las Parejas                    | 1 (3)                    |       |                                         |                         |                        |                        |  | Bandera de la Provincia de Buenos Aires | Banfield                | 2                |                  |  |                                         |                  |                  |                  |  |                                         |                                      |              |             |  |  |                                       |              |       |
|  |                                                |                                         |                          |       |                                         |                         |                        |                        |  | Bandera de la Provincia de Buenos Aires | Banfield                | 2                |                  |  |                                         |                  |                  |                  |  |                                         |                                      |              |             |  |  |                                       |              |       |
|  |                                                | Bandera de la Provincia de Jujuy        | Gimnasia y Esgrima (J)   | 0     |                                         |                         |                        |                        |  |                                         |                         |                  |                  |  |                                         |                  |                  |                  |  |                                         |                                      |              |             |  |  |                                       |              |       |
|  | Bandera de la Provincia de Santiago del Estero | Bandera de la Provincia de Jujuy        | Gimnasia y Esgrima (J)   | 0     | Central Córdoba (SdE)                   | 0 (3)                   |                        |                        |  |                                         |                         |                  |                  |  |                                         |                  |                  |                  |  |                                         |                                      |              |             |  |  |                                       |              |       |
|  | Bandera de la Provincia de Santiago del Estero |                                         |                          |       | Central Córdoba (SdE)                   | 0 (3)                   |                        |                        |  |                                         |                         |                  |                  |  |                                         |                  |                  |                  |  |                                         |                                      |              |             |  |  |                                       |              |       |
|  | Bandera de la Provincia de Jujuy               | Gimnasia y Esgrima (J)                  | 0 (4)                    |       |                                         |                         |                        |                        |  |                                         |                         |                  |                  |  |                                         |                  |                  |                  |  |                                         |                                      |              |             |  |  |                                       |              |       |
|  | Bandera de la Provincia de Jujuy               | Gimnasia y Esgrima (J)                  | 0 (4)                    |       | Bandera de la Provincia de Jujuy        | Gimnasia y Esgrima (J)  | 1                      |                        |  |                                         |                         |                  |                  |  |                                         |                  |                  |                  |  |                                         |                                      |              |             |  |  |                                       |              |       |
|  |                                                |                                         |                          |       | Bandera de la Provincia de Jujuy        | Gimnasia y Esgrima (J)  | 1                      |                        |  |                                         |                         |                  |                  |  |                                         |                  |                  |                  |  |                                         |                                      |              |             |  |  |                                       |              |       |
|  |                                                | Bandera de la Provincia de Córdoba      | Racing (C)               | 0     |                                         |                         |                        |                        |  |                                         |                         |                  |                  |  |                                         |                  |                  |                  |  |                                         |                                      |              |             |  |  |                                       |              |       |
|  | Bandera de la Ciudad de Buenos Aires           | Bandera de la Provincia de Córdoba      | Racing (C)               | 0     | San Lorenzo                             | 1 (2)                   |                        |                        |  |                                         |                         |                  |                  |  |                                         |                  |                  |                  |  |                                         |                                      |              |             |  |  |                                       |              |       |
|  | Bandera de la Ciudad de Buenos Aires           |                                         |                          |       | San Lorenzo                             | 1 (2)                   |                        |                        |  |                                         |                         |                  |                  |  |                                         |                  |                  |                  |  |                                         |                                      |              |             |  |  |                                       |              |       |
|  | Bandera de la Provincia de Córdoba             | Racing (C)                              | 1 (4)                    |       |                                         |                         |                        |                        |  |                                         |                         |                  |                  |  |                                         |                  |                  |                  |  |                                         |                                      |              |             |  |  |                                       |              |       |
|  | Bandera de la Provincia de Córdoba             | Racing (C)                              | 1 (4)                    |       |                                         |                         |                        |                        |  |                                         |                         |                  |                  |  | Bandera de la Provincia de Buenos Aires | Banfield         | 1 (3)            |                  |  |                                         |                                      |              |             |  |  |                                       |              |       |
|  |                                                |                                         |                          |       |                                         |                         |                        |                        |  |                                         |                         |                  |                  |  | Bandera de la Provincia de Buenos Aires | Banfield         | 1 (3)            |                  |  |                                         |                                      |              |             |  |  |                                       |              |       |
|  |                                                | Bandera de la Provincia de Mendoza      | Godoy Cruz               | 1 (1) |                                         |                         |                        |                        |  |                                         |                         |                  |                  |  |                                         |                  |                  |                  |  |                                         |                                      |              |             |  |  |                                       |              |       |
|  | Bandera de la Provincia de Buenos Aires        | Bandera de la Provincia de Mendoza      | Godoy Cruz               | 1 (1) | Lanús                                   | 5                       |                        |                        |  |                                         |                         |                  |                  |  |                                         |                  |                  |                  |  |                                         |                                      |              |             |  |  |                                       |              |       |
|  | Bandera de la Provincia de Buenos Aires        |                                         |                          |       | Lanús                                   | 5                       |                        |                        |  |                                         |                         |                  |                  |  |                                         |                  |                  |                  |  |                                         |                                      |              |             |  |  |                                       |              |       |
|  | Bandera de la Provincia de Buenos Aires        | Defensores de Cambaceres                | 0                        |       |                                         |                         |                        |                        |  |                                         |                         |                  |                  |  |                                         |                  |                  |                  |  |                                         |                                      |              |             |  |  |                                       |              |       |
|  | Bandera de la Provincia de Buenos Aires        | Defensores de Cambaceres                | 0                        |       | Bandera de la Provincia de Buenos Aires | Lanús                   | 1                      |                        |  |                                         |                         |                  |                  |  |                                         |                  |                  |                  |  |                                         |                                      |              |             |  |  |                                       |              |       |
|  |                                                |                                         |                          |       | Bandera de la Provincia de Buenos Aires | Lanús                   | 1                      |                        |  |                                         |                         |                  |                  |  |                                         |                  |                  |                  |  |                                         |                                      |              |             |  |  |                                       |              |       |
|  |                                                | Bandera de la Provincia de Mendoza      | Godoy Cruz               | 3     |                                         |                         |                        |                        |  |                                         |                         |                  |                  |  |                                         |                  |                  |                  |  |                                         |                                      |              |             |  |  |                                       |              |       |
|  | Bandera de la Provincia de Mendoza             | Bandera de la Provincia de Mendoza      | Godoy Cruz               | 3     | Godoy Cruz                              | 2                       |                        |                        |  |                                         |                         |                  |                  |  |                                         |                  |                  |                  |  |                                         |                                      |              |             |  |  |                                       |              |       |
|  | Bandera de la Provincia de Mendoza             |                                         |                          |       | Godoy Cruz                              | 2                       |                        |                        |  |                                         |                         |                  |                  |  |                                         |                  |                  |                  |  |                                         |                                      |              |             |  |  |                                       |              |       |
|  | Bandera de la Provincia de Buenos Aires        | Tristán Suárez                          | 0                        |       |                                         |                         |                        |                        |  |                                         |                         |                  |                  |  |                                         |                  |                  |                  |  |                                         |                                      |              |             |  |  |                                       |              |       |
|  | Bandera de la Provincia de Buenos Aires        | Tristán Suárez                          | 0                        |       |                                         |                         |                        |                        |  | Bandera de la Provincia de Mendoza      | Godoy Cruz              | 0 (5)            |                  |  |                                         |                  |                  |                  |  |                                         |                                      |              |             |  |  |                                       |              |       |
|  |                                                |                                         |                          |       |                                         |                         |                        |                        |  | Bandera de la Provincia de Mendoza      | Godoy Cruz              | 0 (5)            |                  |  |                                         |                  |                  |                  |  |                                         |                                      |              |             |  |  |                                       |              |       |
|  |                                                | Bandera de la Provincia de Córdoba      | Belgrano                 | 0 (4) |                                         |                         |                        |                        |  |                                         |                         |                  |                  |  |                                         |                  |                  |                  |  |                                         |                                      |              |             |  |  |                                       |              |       |
|  | Bandera de la Provincia de Buenos Aires        | Bandera de la Provincia de Córdoba      | Belgrano                 | 0 (4) | Platense                                | 1 (1)                   |                        |                        |  |                                         |                         |                  |                  |  |                                         |                  |                  |                  |  |                                         |                                      |              |             |  |  |                                       |              |       |
|  | Bandera de la Provincia de Buenos Aires        |                                         |                          |       | Platense                                | 1 (1)                   |                        |                        |  |                                         |                         |                  |                  |  |                                         |                  |                  |                  |  |                                         |                                      |              |             |  |  |                                       |              |       |
|  | Bandera de la Provincia de Córdoba             | Belgrano                                | 1 (4)                    |       |                                         |                         |                        |                        |  |                                         |                         |                  |                  |  |                                         |                  |                  |                  |  |                                         |                                      |              |             |  |  |                                       |              |       |
|  | Bandera de la Provincia de Córdoba             | Belgrano                                | 1 (4)                    |       | Bandera de la Provincia de Córdoba      | Belgrano                | 1                      |                        |  |                                         |                         |                  |                  |  |                                         |                  |                  |                  |  |                                         |                                      |              |             |  |  |                                       |              |       |
|  |                                                |                                         |                          |       | Bandera de la Provincia de Córdoba      | Belgrano                | 1                      |                        |  |                                         |                         |                  |                  |  |                                         |                  |                  |                  |  |                                         |                                      |              |             |  |  |                                       |              |       |
|  |                                                | Bandera de la Provincia de Buenos Aires | Estudiantes (LP)         | 0     |                                         |                         |                        |                        |  |                                         |                         |                  |                  |  |                                         |                  |                  |                  |  |                                         |                                      |              |             |  |  |                                       |              |       |
|  | Bandera de la Provincia de Buenos Aires        | Bandera de la Provincia de Buenos Aires | Estudiantes (LP)         | 0     | Estudiantes (LP)                        | 2                       |                        |                        |  |                                         |                         |                  |                  |  |                                         |                  |                  |                  |  |                                         |                                      |              |             |  |  |                                       |              |       |
|  | Bandera de la Provincia de Buenos Aires        |                                         |                          |       | Estudiantes (LP)                        | 2                       |                        |                        |  |                                         |                         |                  |                  |  |                                         |                  |                  |                  |  |                                         |                                      |              |             |  |  |                                       |              |       |
|  | Bandera de la Provincia de Buenos Aires        | Puerto Nuevo                            | 1                        |       |                                         |                         |                        |                        |  |                                         |                         |                  |                  |  |                                         |                  |                  |                  |  |                                         |                                      |              |             |  |  |                                       |              |       |
|  | Bandera de la Provincia de Buenos Aires        | Puerto Nuevo                            | 1                        |       |                                         |                         |                        |                        |  |                                         |                         |                  |                  |  |                                         |                  |                  |                  |  | Bandera de la Provincia de Buenos Aires | Banfield                             | 0            |             |  |  |                                       |              |       |
|  |                                                |                                         |                          |       |                                         |                         |                        |                        |  |                                         |                         |                  |                  |  |                                         |                  |                  |                  |  | Bandera de la Provincia de Buenos Aires | Banfield                             | 0            |             |  |  |                                       |              |       |
|  |                                                |                                         |                          |       |                                         |                         |                        |                        |  |                                         |                         |                  |                  |  |                                         |                  |                  |                  |  |                                         | Bandera de la Provincia de Córdoba   | Talleres (C) | 1           |  |  |                                       |              |       |
|  | Bandera de la Ciudad de Buenos Aires           | Vélez Sarsfield                         | 5                        |       |                                         |                         |                        |                        |  |                                         |                         |                  |                  |  |                                         |                  |                  |                  |  |                                         | Bandera de la Provincia de Córdoba   | Talleres (C) | 1           |  |  |                                       |              |       |
|  | Bandera de la Ciudad de Buenos Aires           | Vélez Sarsfield                         | 5                        |       |                                         |                         |                        |                        |  |                                         |                         |                  |                  |  |                                         |                  |                  |                  |  |                                         |                                      |              |             |  |  |                                       |              |       |
|  | Bandera de la Provincia del Río Negro          | Cipolletti                              | 0                        |       |                                         |                         |                        |                        |  |                                         |                         |                  |                  |  |                                         |                  |                  |                  |  |                                         |                                      |              |             |  |  |                                       |              |       |
|  | Bandera de la Provincia del Río Negro          | Cipolletti                              | 0                        |       | Bandera de la Ciudad de Buenos Aires    | Vélez Sarsfield         | 1                      |                        |  |                                         |                         |                  |                  |  |                                         |                  |                  |                  |  |                                         |                                      |              |             |  |  |                                       |              |       |
|  |                                                |                                         |                          |       | Bandera de la Ciudad de Buenos Aires    | Vélez Sarsfield         | 1                      |                        |  |                                         |                         |                  |                  |  |                                         |                  |                  |                  |  |                                         |                                      |              |             |  |  |                                       |              |       |
|  |                                                | Bandera de la Provincia de Mendoza      | Independiente Rivadavia  | 0     |                                         |                         |                        |                        |  |                                         |                         |                  |                  |  |                                         |                  |                  |                  |  |                                         |                                      |              |             |  |  |                                       |              |       |
|  | Bandera de la Provincia de Mendoza             | Bandera de la Provincia de Mendoza      | Independiente Rivadavia  | 0     | Independiente Rivadavia                 | 2                       |                        |                        |  |                                         |                         |                  |                  |  |                                         |                  |                  |                  |  |                                         |                                      |              |             |  |  |                                       |              |       |
|  | Bandera de la Provincia de Mendoza             |                                         |                          |       | Independiente Rivadavia                 | 2                       |                        |                        |  |                                         |                         |                  |                  |  |                                         |                  |                  |                  |  |                                         |                                      |              |             |  |  |                                       |              |       |
|  | Bandera de la Provincia de Mendoza             | Gimnasia y Esgrima (M)                  | 0                        |       |                                         |                         |                        |                        |  |                                         |                         |                  |                  |  |                                         |                  |                  |                  |  |                                         |                                      |              |             |  |  |                                       |              |       |
|  | Bandera de la Provincia de Mendoza             | Gimnasia y Esgrima (M)                  | 0                        |       |                                         |                         |                        |                        |  | Bandera de la Ciudad de Buenos Aires    | Vélez Sarsfield         | 0                |                  |  |                                         |                  |                  |                  |  |                                         |                                      |              |             |  |  |                                       |              |       |
|  |                                                |                                         |                          |       |                                         |                         |                        |                        |  | Bandera de la Ciudad de Buenos Aires    | Vélez Sarsfield         | 0                |                  |  |                                         |                  |                  |                  |  |                                         |                                      |              |             |  |  |                                       |              |       |
|  |                                                | Bandera de la Provincia de Buenos Aires | Independiente            | 2     |                                         |                         |                        |                        |  |                                         |                         |                  |                  |  |                                         |                  |                  |                  |  |                                         |                                      |              |             |  |  |                                       |              |       |
|  | Bandera de la Provincia de Tucumán             | Bandera de la Provincia de Buenos Aires | Independiente            | 2     | Atlético Tucumán                        | 2                       |                        |                        |  |                                         |                         |                  |                  |  |                                         |                  |                  |                  |  |                                         |                                      |              |             |  |  |                                       |              |       |
|  | Bandera de la Provincia de Tucumán             |                                         |                          |       | Atlético Tucumán                        | 2                       |                        |                        |  |                                         |                         |                  |                  |  |                                         |                  |                  |                  |  |                                         |                                      |              |             |  |  |                                       |              |       |
|  | Bandera de la Provincia de Buenos Aires        | Brown de Adrogué                        | 0                        |       |                                         |                         |                        |                        |  |                                         |                         |                  |                  |  |                                         |                  |                  |                  |  |                                         |                                      |              |             |  |  |                                       |              |       |
|  | Bandera de la Provincia de Buenos Aires        | Brown de Adrogué                        | 0                        |       | Bandera de la Provincia de Tucumán      | Atlético Tucumán        | 0                      |                        |  |                                         |                         |                  |                  |  |                                         |                  |                  |                  |  |                                         |                                      |              |             |  |  |                                       |              |       |
|  |                                                |                                         |                          |       | Bandera de la Provincia de Tucumán      | Atlético Tucumán        | 0                      |                        |  |                                         |                         |                  |                  |  |                                         |                  |                  |                  |  |                                         |                                      |              |             |  |  |                                       |              |       |
|  |                                                | Bandera de la Provincia de Buenos Aires | Independiente            | 1     |                                         |                         |                        |                        |  |                                         |                         |                  |                  |  |                                         |                  |                  |                  |  |                                         |                                      |              |             |  |  |                                       |              |       |
|  | Bandera de la Provincia de Buenos Aires        | Bandera de la Provincia de Buenos Aires | Independiente            | 1     | Independiente                           | 1 (4)                   |                        |                        |  |                                         |                         |                  |                  |  |                                         |                  |                  |                  |  |                                         |                                      |              |             |  |  |                                       |              |       |
|  | Bandera de la Provincia de Buenos Aires        |                                         |                          |       | Independiente                           | 1 (4)                   |                        |                        |  |                                         |                         |                  |                  |  |                                         |                  |                  |                  |  |                                         |                                      |              |             |  |  |                                       |              |       |
|  | Bandera de la Provincia de Salta               | Central Norte (S)                       | 1 (3)                    |       |                                         |                         |                        |                        |  |                                         |                         |                  |                  |  |                                         |                  |                  |                  |  |                                         |                                      |              |             |  |  |                                       |              |       |
|  | Bandera de la Provincia de Salta               | Central Norte (S)                       | 1 (3)                    |       |                                         |                         |                        |                        |  |                                         |                         |                  |                  |  | Bandera de la Provincia de Buenos Aires | Independiente    | 0 (2)            |                  |  |                                         |                                      |              |             |  |  |                                       |              |       |
|  |                                                |                                         |                          |       |                                         |                         |                        |                        |  |                                         |                         |                  |                  |  | Bandera de la Provincia de Buenos Aires | Independiente    | 0 (2)            |                  |  |                                         |                                      |              |             |  |  |                                       |              |       |
|  |                                                | Bandera de la Provincia de Córdoba      | Talleres (C)             | 0 (4) |                                         |                         |                        |                        |  |                                         |                         |                  |                  |  |                                         |                  |                  |                  |  |                                         |                                      |              |             |  |  |                                       |              |       |
|  | Bandera de la Provincia de Buenos Aires        | Bandera de la Provincia de Córdoba      | Talleres (C)             | 0 (4) | Arsenal                                 | 0 (4)                   |                        |                        |  |                                         |                         |                  |                  |  |                                         |                  |                  |                  |  |                                         |                                      |              |             |  |  |                                       |              |       |
|  | Bandera de la Provincia de Buenos Aires        |                                         |                          |       | Arsenal                                 | 0 (4)                   |                        |                        |  |                                         |                         |                  |                  |  |                                         |                  |                  |                  |  |                                         |                                      |              |             |  |  |                                       |              |       |
|  | Bandera de la Provincia del Chaco              | Chaco For Ever                          | 0 (5)                    |       |                                         |                         |                        |                        |  |                                         |                         |                  |                  |  |                                         |                  |                  |                  |  |                                         |                                      |              |             |  |  |                                       |              |       |
|  | Bandera de la Provincia del Chaco              | Chaco For Ever                          | 0 (5)                    |       | Bandera de la Provincia del Chaco       | Chaco For Ever          | 0 (3)                  |                        |  |                                         |                         |                  |                  |  |                                         |                  |                  |                  |  |                                         |                                      |              |             |  |  |                                       |              |       |
|  |                                                |                                         |                          |       | Bandera de la Provincia del Chaco       | Chaco For Ever          | 0 (3)                  |                        |  |                                         |                         |                  |                  |  |                                         |                  |                  |                  |  |                                         |                                      |              |             |  |  |                                       |              |       |
|  |                                                | Bandera de la Provincia de Córdoba      | Talleres (C)             | 0 (4) |                                         |                         |                        |                        |  |                                         |                         |                  |                  |  |                                         |                  |                  |                  |  |                                         |                                      |              |             |  |  |                                       |              |       |
|  | Bandera de la Provincia de Córdoba             | Bandera de la Provincia de Córdoba      | Talleres (C)             | 0 (4) | Talleres (C)                            | 4                       |                        |                        |  |                                         |                         |                  |                  |  |                                         |                  |                  |                  |  |                                         |                                      |              |             |  |  |                                       |              |       |
|  | Bandera de la Provincia de Córdoba             |                                         |                          |       | Talleres (C)                            | 4                       |                        |                        |  |                                         |                         |                  |                  |  |                                         |                  |                  |                  |  |                                         |                                      |              |             |  |  |                                       |              |       |
|  | Bandera de la Provincia de Santiago del Estero | Güemes (SdE)                            | 0                        |       |                                         |                         |                        |                        |  |                                         |                         |                  |                  |  |                                         |                  |                  |                  |  |                                         |                                      |              |             |  |  |                                       |              |       |
|  | Bandera de la Provincia de Santiago del Estero | Güemes (SdE)                            | 0                        |       |                                         |                         |                        |                        |  | Bandera de la Provincia de Córdoba      | Talleres (C)            | 2                |                  |  |                                         |                  |                  |                  |  |                                         |                                      |              |             |  |  |                                       |              |       |
|  |                                                |                                         |                          |       |                                         |                         |                        |                        |  | Bandera de la Provincia de Córdoba      | Talleres (C)            | 2                |                  |  |                                         |                  |                  |                  |  |                                         |                                      |              |             |  |  |                                       |              |       |
|  |                                                | Bandera de la Provincia de Santa Fe     | Newell's Old Boys        | 1     |                                         |                         |                        |                        |  |                                         |                         |                  |                  |  |                                         |                  |                  |                  |  |                                         |                                      |              |             |  |  |                                       |              |       |
|  | Bandera de la Provincia de Buenos Aires        | Bandera de la Provincia de Santa Fe     | Newell's Old Boys        | 1     | Aldosivi                                | 1 (3)                   |                        |                        |  |                                         |                         |                  |                  |  |                                         |                  |                  |                  |  |                                         |                                      |              |             |  |  |                                       |              |       |
|  | Bandera de la Provincia de Buenos Aires        |                                         |                          |       | Aldosivi                                | 1 (3)                   |                        |                        |  |                                         |                         |                  |                  |  |                                         |                  |                  |                  |  |                                         |                                      |              |             |  |  |                                       |              |       |
|  | Bandera de la Provincia de Buenos Aires        | Colegiales                              | 1 (2)                    |       |                                         |                         |                        |                        |  |                                         |                         |                  |                  |  |                                         |                  |                  |                  |  |                                         |                                      |              |             |  |  |                                       |              |       |
|  | Bandera de la Provincia de Buenos Aires        | Colegiales                              | 1 (2)                    |       | Bandera de la Provincia de Buenos Aires | Aldosivi                | 2                      |                        |  |                                         |                         |                  |                  |  |                                         |                  |                  |                  |  |                                         |                                      |              |             |  |  |                                       |              |       |
|  |                                                |                                         |                          |       | Bandera de la Provincia de Buenos Aires | Aldosivi                | 2                      |                        |  |                                         |                         |                  |                  |  |                                         |                  |                  |                  |  |                                         |                                      |              |             |  |  |                                       |              |       |
|  |                                                | Bandera de la Provincia de Santa Fe     | Newell's Old Boys        | 4     |                                         |                         |                        |                        |  |                                         |                         |                  |                  |  |                                         |                  |                  |                  |  |                                         |                                      |              |             |  |  |                                       |              |       |
|  | Bandera de la Provincia de Santa Fe            | Bandera de la Provincia de Santa Fe     | Newell's Old Boys        | 4     | Newell's Old Boys                       | 3                       |                        |                        |  |                                         |                         |                  |                  |  |                                         |                  |                  |                  |  |                                         |                                      |              |             |  |  |                                       |              |       |
|  | Bandera de la Provincia de Santa Fe            |                                         |                          |       | Newell's Old Boys                       | 3                       |                        |                        |  |                                         |                         |                  |                  |  |                                         |                  |                  |                  |  |                                         |                                      |              |             |  |  |                                       |              |       |
|  | Bandera de la Provincia de Buenos Aires        | Ituzaingó                               | 1                        |       |                                         |                         |                        |                        |  |                                         |                         |                  |                  |  |                                         |                  |                  |                  |  |                                         |                                      |              |             |  |  |                                       |              |       |
|  |                                                |                                         |                          |       |                                         |                         |                        |                        |  |                                         |                         |                  |                  |  |                                         |                  |                  |                  |  |                                         |                                      |              |             |  |  | Bandera de la Provincia de Córdoba    | Talleres (C) | 0     |
|  |                                                |                                         |                          |       |                                         |                         |                        |                        |  |                                         |                         |                  |                  |  |                                         |                  |                  |                  |  |                                         |                                      |              |             |  |  | Bandera de la Provincia de Córdoba    | Talleres (C) | 0     |
|  |                                                |                                         |                          |       |                                         |                         |                        |                        |  |                                         |                         |                  |                  |  |                                         |                  |                  |                  |  |                                         |                                      |              |             |  |  | Bandera de la Provincia de Entre Ríos | Patronato    | 1     |
|  | Bandera de la Provincia de Buenos Aires        | Gimnasia y Esgrima (LP)                 | 1                        |       |                                         |                         |                        |                        |  |                                         |                         |                  |                  |  |                                         |                  |                  |                  |  |                                         |                                      |              |             |  |  |                                       |              |       |
|  | Bandera de la Provincia de Buenos Aires        | Liniers (SJ)                            | 0                        |       |                                         |                         |                        |                        |  |                                         |                         |                  |                  |  |                                         |                  |                  |                  |  |                                         |                                      |              |             |  |  |                                       |              |       |
|  | Bandera de la Provincia de Buenos Aires        | Liniers (SJ)                            | 0                        |       | Bandera de la Provincia de Buenos Aires | Gimnasia y Esgrima (LP) | 2                      |                        |  |                                         |                         |                  |                  |  |                                         |                  |                  |                  |  |                                         |                                      |              |             |  |  |                                       |              |       |
|  |                                                |                                         |                          |       | Bandera de la Provincia de Buenos Aires | Gimnasia y Esgrima (LP) | 2                      |                        |  |                                         |                         |                  |                  |  |                                         |                  |                  |                  |  |                                         |                                      |              |             |  |  |                                       |              |       |
|  |                                                | Bandera de la Provincia de Buenos Aires | Flandria                 | 0     |                                         |                         |                        |                        |  |                                         |                         |                  |                  |  |                                         |                  |                  |                  |  |                                         |                                      |              |             |  |  |                                       |              |       |
|  | Bandera de la Provincia de Buenos Aires        | Bandera de la Provincia de Buenos Aires | Flandria                 | 0     | Sarmiento (J)                           | 0                       |                        |                        |  |                                         |                         |                  |                  |  |                                         |                  |                  |                  |  |                                         |                                      |              |             |  |  |                                       |              |       |
|  | Bandera de la Provincia de Buenos Aires        |                                         |                          |       | Sarmiento (J)                           | 0                       |                        |                        |  |                                         |                         |                  |                  |  |                                         |                  |                  |                  |  |                                         |                                      |              |             |  |  |                                       |              |       |
|  | Bandera de la Provincia de Buenos Aires        | Flandria                                | 2                        |       |                                         |                         |                        |                        |  |                                         |                         |                  |                  |  |                                         |                  |                  |                  |  |                                         |                                      |              |             |  |  |                                       |              |       |
|  | Bandera de la Provincia de Buenos Aires        | Flandria                                | 2                        |       |                                         |                         |                        |                        |  | Bandera de la Provincia de Buenos Aires | Gimnasia y Esgrima (LP) | 1                |                  |  |                                         |                  |                  |                  |  |                                         |                                      |              |             |  |  |                                       |              |       |
|  |                                                |                                         |                          |       |                                         |                         |                        |                        |  | Bandera de la Provincia de Buenos Aires | Gimnasia y Esgrima (LP) | 1                |                  |  |                                         |                  |                  |                  |  |                                         |                                      |              |             |  |  |                                       |              |       |
|  |                                                | Bandera de la Provincia de Entre Ríos   | Patronato                | 2     |                                         |                         |                        |                        |  |                                         |                         |                  |                  |  |                                         |                  |                  |                  |  |                                         |                                      |              |             |  |  |                                       |              |       |
|  | Bandera de la Provincia de Entre Ríos          | Bandera de la Provincia de Entre Ríos   | Patronato                | 2     | Patronato                               | 2                       |                        |                        |  |                                         |                         |                  |                  |  |                                         |                  |                  |                  |  |                                         |                                      |              |             |  |  |                                       |              |       |
|  | Bandera de la Provincia de Entre Ríos          |                                         |                          |       | Patronato                               | 2                       |                        |                        |  |                                         |                         |                  |                  |  |                                         |                  |                  |                  |  |                                         |                                      |              |             |  |  |                                       |              |       |
|  | Bandera de la Provincia de Buenos Aires        | Deportivo Morón                         | 0                        |       |                                         |                         |                        |                        |  |                                         |                         |                  |                  |  |                                         |                  |                  |                  |  |                                         |                                      |              |             |  |  |                                       |              |       |
|  | Bandera de la Provincia de Buenos Aires        | Deportivo Morón                         | 0                        |       | Bandera de la Provincia de Entre Ríos   | Patronato               | 1 (3)                  |                        |  |                                         |                         |                  |                  |  |                                         |                  |                  |                  |  |                                         |                                      |              |             |  |  |                                       |              |       |
|  |                                                |                                         |                          |       | Bandera de la Provincia de Entre Ríos   | Patronato               | 1 (3)                  |                        |  |                                         |                         |                  |                  |  |                                         |                  |                  |                  |  |                                         |                                      |              |             |  |  |                                       |              |       |
|  |                                                | Bandera de la Provincia de Santa Fe     | Colón                    | 1 (2) |                                         |                         |                        |                        |  |                                         |                         |                  |                  |  |                                         |                  |                  |                  |  |                                         |                                      |              |             |  |  |                                       |              |       |
|  | Bandera de la Provincia de Santa Fe            | Bandera de la Provincia de Santa Fe     | Colón                    | 1 (2) | Colón                                   | 2                       |                        |                        |  |                                         |                         |                  |                  |  |                                         |                  |                  |                  |  |                                         |                                      |              |             |  |  |                                       |              |       |
|  | Bandera de la Provincia de Santa Fe            |                                         |                          |       | Colón                                   | 2                       |                        |                        |  |                                         |                         |                  |                  |  |                                         |                  |                  |                  |  |                                         |                                      |              |             |  |  |                                       |              |       |
|  | Bandera de la Provincia de San Juan            | Sportivo Peñarol (C)                    | 1                        |       |                                         |                         |                        |                        |  |                                         |                         |                  |                  |  |                                         |                  |                  |                  |  |                                         |                                      |              |             |  |  |                                       |              |       |
|  | Bandera de la Provincia de San Juan            | Sportivo Peñarol (C)                    | 1                        |       |                                         |                         |                        |                        |  |                                         |                         |                  |                  |  | Bandera de la Provincia de Entre Ríos   | Patronato        | 2 (4)            |                  |  |                                         |                                      |              |             |  |  |                                       |              |       |
|  |                                                |                                         |                          |       |                                         |                         |                        |                        |  |                                         |                         |                  |                  |  | Bandera de la Provincia de Entre Ríos   | Patronato        | 2 (4)            |                  |  |                                         |                                      |              |             |  |  |                                       |              |       |
|  |                                                | Bandera de la Ciudad de Buenos Aires    | River Plate              | 2 (3) |                                         |                         |                        |                        |  |                                         |                         |                  |                  |  |                                         |                  |                  |                  |  |                                         |                                      |              |             |  |  |                                       |              |       |
|  | Bandera de la Ciudad de Buenos Aires           | Bandera de la Ciudad de Buenos Aires    | River Plate              | 2 (3) | Argentinos Juniors                      | 2                       |                        |                        |  |                                         |                         |                  |                  |  |                                         |                  |                  |                  |  |                                         |                                      |              |             |  |  |                                       |              |       |
|  | Bandera de la Ciudad de Buenos Aires           |                                         |                          |       | Argentinos Juniors                      | 2                       |                        |                        |  |                                         |                         |                  |                  |  |                                         |                  |                  |                  |  |                                         |                                      |              |             |  |  |                                       |              |       |
|  | Bandera de la Provincia de Buenos Aires        | Olimpo                                  | 0                        |       |                                         |                         |                        |                        |  |                                         |                         |                  |                  |  |                                         |                  |                  |                  |  |                                         |                                      |              |             |  |  |                                       |              |       |
|  | Bandera de la Provincia de Buenos Aires        | Olimpo                                  | 0                        |       | Bandera de la Ciudad de Buenos Aires    | Argentinos Juniors      | 0                      |                        |  |                                         |                         |                  |                  |  |                                         |                  |                  |                  |  |                                         |                                      |              |             |  |  |                                       |              |       |
|  |                                                |                                         |                          |       | Bandera de la Ciudad de Buenos Aires    | Argentinos Juniors      | 0                      |                        |  |                                         |                         |                  |                  |  |                                         |                  |                  |                  |  |                                         |                                      |              |             |  |  |                                       |              |       |
|  |                                                | Bandera de la Provincia de Buenos Aires | Defensa y Justicia       | 1     |                                         |                         |                        |                        |  |                                         |                         |                  |                  |  |                                         |                  |                  |                  |  |                                         |                                      |              |             |  |  |                                       |              |       |
|  | Bandera de la Provincia de Buenos Aires        | Bandera de la Provincia de Buenos Aires | Defensa y Justicia       | 1     | Defensa y Justicia                      | 4                       |                        |                        |  |                                         |                         |                  |                  |  |                                         |                  |                  |                  |  |                                         |                                      |              |             |  |  |                                       |              |       |
|  | Bandera de la Provincia de Buenos Aires        |                                         |                          |       | Defensa y Justicia                      | 4                       |                        |                        |  |                                         |                         |                  |                  |  |                                         |                  |                  |                  |  |                                         |                                      |              |             |  |  |                                       |              |       |
|  | Bandera de la Ciudad de Buenos Aires           | Sacachispas                             | 1                        |       |                                         |                         |                        |                        |  |                                         |                         |                  |                  |  |                                         |                  |                  |                  |  |                                         |                                      |              |             |  |  |                                       |              |       |
|  | Bandera de la Ciudad de Buenos Aires           | Sacachispas                             | 1                        |       |                                         |                         |                        |                        |  | Bandera de la Provincia de Buenos Aires | Defensa y Justicia      | 0                |                  |  |                                         |                  |                  |                  |  |                                         |                                      |              |             |  |  |                                       |              |       |
|  |                                                |                                         |                          |       |                                         |                         |                        |                        |  | Bandera de la Provincia de Buenos Aires | Defensa y Justicia      | 0                |                  |  |                                         |                  |                  |                  |  |                                         |                                      |              |             |  |  |                                       |              |       |
|  |                                                | Bandera de la Ciudad de Buenos Aires    | River Plate              | 4     |                                         |                         |                        |                        |  |                                         |                         |                  |                  |  |                                         |                  |                  |                  |  |                                         |                                      |              |             |  |  |                                       |              |       |
|  | Bandera de la Ciudad de Buenos Aires           | Bandera de la Ciudad de Buenos Aires    | River Plate              | 4     | Barracas Central                        | 4                       |                        |                        |  |                                         |                         |                  |                  |  |                                         |                  |                  |                  |  |                                         |                                      |              |             |  |  |                                       |              |       |
|  | Bandera de la Ciudad de Buenos Aires           |                                         |                          |       | Barracas Central                        | 4                       |                        |                        |  |                                         |                         |                  |                  |  |                                         |                  |                  |                  |  |                                         |                                      |              |             |  |  |                                       |              |       |
|  | Bandera de la Provincia de Buenos Aires        | Acassuso                                | 1                        |       |                                         |                         |                        |                        |  |                                         |                         |                  |                  |  |                                         |                  |                  |                  |  |                                         |                                      |              |             |  |  |                                       |              |       |
|  | Bandera de la Provincia de Buenos Aires        | Acassuso                                | 1                        |       | Bandera de la Ciudad de Buenos Aires    | Barracas Central        | 0                      |                        |  |                                         |                         |                  |                  |  |                                         |                  |                  |                  |  |                                         |                                      |              |             |  |  |                                       |              |       |
|  |                                                |                                         |                          |       | Bandera de la Ciudad de Buenos Aires    | Barracas Central        | 0                      |                        |  |                                         |                         |                  |                  |  |                                         |                  |                  |                  |  |                                         |                                      |              |             |  |  |                                       |              |       |
|  |                                                | Bandera de la Ciudad de Buenos Aires    | River Plate              | 3     |                                         |                         |                        |                        |  |                                         |                         |                  |                  |  |                                         |                  |                  |                  |  |                                         |                                      |              |             |  |  |                                       |              |       |
|  | Bandera de la Ciudad de Buenos Aires           | Bandera de la Ciudad de Buenos Aires    | River Plate              | 3     | River Plate                             | 5                       |                        |                        |  |                                         |                         |                  |                  |  |                                         |                  |                  |                  |  |                                         |                                      |              |             |  |  |                                       |              |       |
|  | Bandera de la Ciudad de Buenos Aires           |                                         |                          |       | River Plate                             | 5                       |                        |                        |  |                                         |                         |                  |                  |  |                                         |                  |                  |                  |  |                                         |                                      |              |             |  |  |                                       |              |       |
|  | Bandera de la Provincia de Buenos Aires        | Deportivo Laferrere                     | 0                        |       |                                         |                         |                        |                        |  |                                         |                         |                  |                  |  |                                         |                  |                  |                  |  |                                         |                                      |              |             |  |  |                                       |              |       |
|  | Bandera de la Provincia de Buenos Aires        | Deportivo Laferrere                     | 0                        |       |                                         |                         |                        |                        |  |                                         |                         |                  |                  |  |                                         |                  |                  |                  |  | Bandera de la Provincia de Entre Ríos   | Patronato                            | 1 (3)        |             |  |  |                                       |              |       |
|  |                                                |                                         |                          |       |                                         |                         |                        |                        |  |                                         |                         |                  |                  |  |                                         |                  |                  |                  |  | Bandera de la Provincia de Entre Ríos   | Patronato                            | 1 (3)        |             |  |  |                                       |              |       |
|  |                                                |                                         |                          |       |                                         |                         |                        |                        |  |                                         |                         |                  |                  |  |                                         |                  |                  |                  |  |                                         | Bandera de la Ciudad de Buenos Aires | Boca Juniors | 1 (2)       |  |  |                                       |              |       |
|  | Bandera de la Provincia de Buenos Aires        | Racing Club                             | 3                        |       |                                         |                         |                        |                        |  |                                         |                         |                  |                  |  |                                         |                  |                  |                  |  |                                         | Bandera de la Ciudad de Buenos Aires | Boca Juniors | 1 (2)       |  |  |                                       |              |       |
|  | Bandera de la Provincia de Buenos Aires        | Racing Club                             | 3                        |       |                                         |                         |                        |                        |  |                                         |                         |                  |                  |  |                                         |                  |                  |                  |  |                                         |                                      |              |             |  |  |                                       |              |       |
|  | Bandera de la Provincia de Salta               | Gimnasia y Tiro (S)                     | 1                        |       |                                         |                         |                        |                        |  |                                         |                         |                  |                  |  |                                         |                  |                  |                  |  |                                         |                                      |              |             |  |  |                                       |              |       |
|  | Bandera de la Provincia de Salta               | Gimnasia y Tiro (S)                     | 1                        |       | Bandera de la Provincia de Buenos Aires | Racing Club             | 1                      |                        |  |                                         |                         |                  |                  |  |                                         |                  |                  |                  |  |                                         |                                      |              |             |  |  |                                       |              |       |
|  |                                                |                                         |                          |       | Bandera de la Provincia de Buenos Aires | Racing Club             | 1                      |                        |  |                                         |                         |                  |                  |  |                                         |                  |                  |                  |  |                                         |                                      |              |             |  |  |                                       |              |       |
|  |                                                | Bandera de la Provincia de Buenos Aires | Agropecuario             | 2     |                                         |                         |                        |                        |  |                                         |                         |                  |                  |  |                                         |                  |                  |                  |  |                                         |                                      |              |             |  |  |                                       |              |       |
|  | Bandera de la Provincia de Buenos Aires        | Bandera de la Provincia de Buenos Aires | Agropecuario             | 2     | Almirante Brown                         | 0                       |                        |                        |  |                                         |                         |                  |                  |  |                                         |                  |                  |                  |  |                                         |                                      |              |             |  |  |                                       |              |       |
|  | Bandera de la Provincia de Buenos Aires        |                                         |                          |       | Almirante Brown                         | 0                       |                        |                        |  |                                         |                         |                  |                  |  |                                         |                  |                  |                  |  |                                         |                                      |              |             |  |  |                                       |              |       |
|  | Bandera de la Provincia de Buenos Aires        | Agropecuario                            | 2                        |       |                                         |                         |                        |                        |  |                                         |                         |                  |                  |  |                                         |                  |                  |                  |  |                                         |                                      |              |             |  |  |                                       |              |       |
|  | Bandera de la Provincia de Buenos Aires        | Agropecuario                            | 2                        |       |                                         |                         |                        |                        |  | Bandera de la Provincia de Buenos Aires | Agropecuario            | 0                |                  |  |                                         |                  |                  |                  |  |                                         |                                      |              |             |  |  |                                       |              |       |
|  |                                                |                                         |                          |       |                                         |                         |                        |                        |  | Bandera de la Provincia de Buenos Aires | Agropecuario            | 0                |                  |  |                                         |                  |                  |                  |  |                                         |                                      |              |             |  |  |                                       |              |       |
|  |                                                | Bandera de la Ciudad de Buenos Aires    | Boca Juniors             | 1     |                                         |                         |                        |                        |  |                                         |                         |                  |                  |  |                                         |                  |                  |                  |  |                                         |                                      |              |             |  |  |                                       |              |       |
|  | Bandera de la Ciudad de Buenos Aires           | Bandera de la Ciudad de Buenos Aires    | Boca Juniors             | 1     | Ferro Carril Oeste                      | 4                       |                        |                        |  |                                         |                         |                  |                  |  |                                         |                  |                  |                  |  |                                         |                                      |              |             |  |  |                                       |              |       |
|  | Bandera de la Ciudad de Buenos Aires           |                                         |                          |       | Ferro Carril Oeste                      | 4                       |                        |                        |  |                                         |                         |                  |                  |  |                                         |                  |                  |                  |  |                                         |                                      |              |             |  |  |                                       |              |       |
|  | Bandera de la Provincia de Buenos Aires        | J. J. de Urquiza                        | 0                        |       |                                         |                         |                        |                        |  |                                         |                         |                  |                  |  |                                         |                  |                  |                  |  |                                         |                                      |              |             |  |  |                                       |              |       |
|  | Bandera de la Provincia de Buenos Aires        | J. J. de Urquiza                        | 0                        |       | Bandera de la Ciudad de Buenos Aires    | Ferro Carril Oeste      | 0                      |                        |  |                                         |                         |                  |                  |  |                                         |                  |                  |                  |  |                                         |                                      |              |             |  |  |                                       |              |       |
|  |                                                |                                         |                          |       | Bandera de la Ciudad de Buenos Aires    | Ferro Carril Oeste      | 0                      |                        |  |                                         |                         |                  |                  |  |                                         |                  |                  |                  |  |                                         |                                      |              |             |  |  |                                       |              |       |
|  |                                                | Bandera de la Ciudad de Buenos Aires    | Boca Juniors             | 1     |                                         |                         |                        |                        |  |                                         |                         |                  |                  |  |                                         |                  |                  |                  |  |                                         |                                      |              |             |  |  |                                       |              |       |
|  | Bandera de la Ciudad de Buenos Aires           | Bandera de la Ciudad de Buenos Aires    | Boca Juniors             | 1     | Boca Juniors                            | 4                       |                        |                        |  |                                         |                         |                  |                  |  |                                         |                  |                  |                  |  |                                         |                                      |              |             |  |  |                                       |              |       |
|  | Bandera de la Ciudad de Buenos Aires           |                                         |                          |       | Boca Juniors                            | 4                       |                        |                        |  |                                         |                         |                  |                  |  |                                         |                  |                  |                  |  |                                         |                                      |              |             |  |  |                                       |              |       |
|  | Bandera de la Provincia de Santa Fe            | Central Córdoba (R)                     | 1                        |       |                                         |                         |                        |                        |  |                                         |                         |                  |                  |  |                                         |                  |                  |                  |  |                                         |                                      |              |             |  |  |                                       |              |       |
|  | Bandera de la Provincia de Santa Fe            | Central Córdoba (R)                     | 1                        |       |                                         |                         |                        |                        |  |                                         |                         |                  |                  |  | Bandera de la Ciudad de Buenos Aires    | Boca Juniors     | 3                |                  |  |                                         |                                      |              |             |  |  |                                       |              |       |
|  |                                                |                                         |                          |       |                                         |                         |                        |                        |  |                                         |                         |                  |                  |  | Bandera de la Ciudad de Buenos Aires    | Boca Juniors     | 3                |                  |  |                                         |                                      |              |             |  |  |                                       |              |       |
|  |                                                | Bandera de la Provincia de Buenos Aires | Quilmes                  | 2     |                                         |                         |                        |                        |  |                                         |                         |                  |                  |  |                                         |                  |                  |                  |  |                                         |                                      |              |             |  |  |                                       |              |       |
|  | Bandera de la Provincia de Santa Fe            | Bandera de la Provincia de Buenos Aires | Quilmes                  | 2     | Rosario Central                         | 1 (5)                   |                        |                        |  |                                         |                         |                  |                  |  |                                         |                  |                  |                  |  |                                         |                                      |              |             |  |  |                                       |              |       |
|  | Bandera de la Provincia de Santa Fe            |                                         |                          |       | Rosario Central                         | 1 (5)                   |                        |                        |  |                                         |                         |                  |                  |  |                                         |                  |                  |                  |  |                                         |                                      |              |             |  |  |                                       |              |       |
|  | Bandera de la Provincia del Río Negro          | Sol de Mayo                             | 1 (3)                    |       |                                         |                         |                        |                        |  |                                         |                         |                  |                  |  |                                         |                  |                  |                  |  |                                         |                                      |              |             |  |  |                                       |              |       |
|  | Bandera de la Provincia del Río Negro          | Sol de Mayo                             | 1 (3)                    |       | Bandera de la Provincia de Santa Fe     | Rosario Central         | 1 (2)                  |                        |  |                                         |                         |                  |                  |  |                                         |                  |                  |                  |  |                                         |                                      |              |             |  |  |                                       |              |       |
|  |                                                |                                         |                          |       | Bandera de la Provincia de Santa Fe     | Rosario Central         | 1 (2)                  |                        |  |                                         |                         |                  |                  |  |                                         |                  |                  |                  |  |                                         |                                      |              |             |  |  |                                       |              |       |
|  |                                                | Bandera de la Provincia de Buenos Aires | Quilmes                  | 1 (4) |                                         |                         |                        |                        |  |                                         |                         |                  |                  |  |                                         |                  |                  |                  |  |                                         |                                      |              |             |  |  |                                       |              |       |
|  | Bandera de la Provincia de Buenos Aires        | Bandera de la Provincia de Buenos Aires | Quilmes                  | 1 (4) | Quilmes                                 | 2                       |                        |                        |  |                                         |                         |                  |                  |  |                                         |                  |                  |                  |  |                                         |                                      |              |             |  |  |                                       |              |       |
|  | Bandera de la Provincia de Buenos Aires        |                                         |                          |       | Quilmes                                 | 2                       |                        |                        |  |                                         |                         |                  |                  |  |                                         |                  |                  |                  |  |                                         |                                      |              |             |  |  |                                       |              |       |
|  | Bandera de la Provincia de Tucumán             | San Martín (T)                          | 0                        |       |                                         |                         |                        |                        |  |                                         |                         |                  |                  |  |                                         |                  |                  |                  |  |                                         |                                      |              |             |  |  |                                       |              |       |
|  | Bandera de la Provincia de Tucumán             | San Martín (T)                          | 0                        |       |                                         |                         |                        |                        |  | Bandera de la Provincia de Buenos Aires | Quilmes                 | 1 (4)            |                  |  |                                         |                  |                  |                  |  |                                         |                                      |              |             |  |  |                                       |              |       |
|  |                                                |                                         |                          |       |                                         |                         |                        |                        |  | Bandera de la Provincia de Buenos Aires | Quilmes                 | 1 (4)            |                  |  |                                         |                  |                  |                  |  |                                         |                                      |              |             |  |  |                                       |              |       |
|  |                                                | Bandera de la Provincia del Chubut      | Deportivo Madryn         | 1 (1) |                                         |                         |                        |                        |  |                                         |                         |                  |                  |  |                                         |                  |                  |                  |  |                                         |                                      |              |             |  |  |                                       |              |       |
|  | Bandera de la Provincia de Buenos Aires        | Bandera de la Provincia del Chubut      | Deportivo Madryn         | 1 (1) | Tigre                                   | W                       |                        |                        |  |                                         |                         |                  |                  |  |                                         |                  |                  |                  |  |                                         |                                      |              |             |  |  |                                       |              |       |
|  | Bandera de la Provincia de Buenos Aires        |                                         |                          |       | Tigre                                   | W                       |                        |                        |  |                                         |                         |                  |                  |  |                                         |                  |                  |                  |  |                                         |                                      |              |             |  |  |                                       |              |       |
|  | Bandera de la Provincia de Buenos Aires        | Los Andes                               | 0                        |       |                                         |                         |                        |                        |  |                                         |                         |                  |                  |  |                                         |                  |                  |                  |  |                                         |                                      |              |             |  |  |                                       |              |       |
|  | Bandera de la Provincia de Buenos Aires        | Los Andes                               | 0                        |       | Bandera de la Provincia de Buenos Aires | Tigre                   | 3 (2)                  |                        |  |                                         |                         |                  |                  |  |                                         |                  |                  |                  |  |                                         |                                      |              |             |  |  |                                       |              |       |
|  |                                                |                                         |                          |       | Bandera de la Provincia de Buenos Aires | Tigre                   | 3 (2)                  |                        |  |                                         |                         |                  |                  |  |                                         |                  |                  |                  |  |                                         |                                      |              |             |  |  |                                       |              |       |
|  |                                                | Bandera de la Provincia del Chubut      | Deportivo Madryn         | 3 (4) |                                         |                         |                        |                        |  |                                         |                         |                  |                  |  |                                         |                  |                  |                  |  |                                         |                                      |              |             |  |  |                                       |              |       |
|  | Bandera de la Ciudad de Buenos Aires           | Bandera de la Provincia del Chubut      | Deportivo Madryn         | 3 (4) | Huracán                                 | 0 (3)                   |                        |                        |  |                                         |                         |                  |                  |  |                                         |                  |                  |                  |  |                                         |                                      |              |             |  |  |                                       |              |       |
|  | Bandera de la Ciudad de Buenos Aires           |                                         |                          |       | Huracán                                 | 0 (3)                   |                        |                        |  |                                         |                         |                  |                  |  |                                         |                  |                  |                  |  |                                         |                                      |              |             |  |  |                                       |              |       |
|  | Bandera de la Provincia del Chubut             | Deportivo Madryn                        | 0 (4)                    |       |                                         |                         |                        |                        |  |                                         |                         |                  |                  |  |                                         |                  |                  |                  |  |                                         |                                      |              |             |  |  |                                       |              |       |

### Treintaidosavos de final
Esta fase la disputaron sesenta y cuatro equipos: veintiséis de la Primera División, quince de la Primera B Nacional, seis de la Primera B, diez del Federal A, cuatro de la Primera C, y tres de la Primera D. Desde el 23 de febrero 
hasta el 1 de junio se enfrentaron a partido único en estadio neutral y clasificaron a la siguiente ronda los treinta y dos ganadores.
| Fecha         | Estadio                            | Equipo 1                | Resultado     | Equipo 2                 |
| ------------- | ---------------------------------- | ----------------------- | ------------- | ------------------------ |
| 23 de febrero | Centenario Ciudad de Quilmes       | Lanús                   | 5 - 0         | Defensores de Cambaceres |
| 23 de febrero | Malvinas Argentinas                | Independiente Rivadavia | 2 - 0         | Gimnasia y Esgrima (M)   |
| 24 de febrero | Julio Humberto Grondona            | Almirante Brown         | 0 - 2         | Agropecuario             |
| 1 de marzo    | Ciudad de Lanús                    | Vélez Sarsfield         | 5 - 0         | Cipoletti                |
| 1 de marzo    | Nuevo Monumental                   | Colón                   | 2 - 1         | Sportivo Peñarol (C)     |
| 2 de marzo    | Centenario Ciudad de Quilmes       | Banfield                | 3 - 1         | Dock Sud                 |
| 2 de marzo    | Mario Alberto Kempes               | Boca Juniors            | 4 - 1         | Central Córdoba (R)      |
| 9 de marzo    | Marcelo Bielsa                     | Argentinos Juniors      | 2 - 0         | Olimpo                   |
| 9 de marzo    | Padre Ernesto Martearena           | River Plate             | 5 - 0         | Deportivo Laferrere      |
| 15 de marzo   | 15 de abril                        | Arsenal                 | (4) 0 - 0 (5) | Chaco For Ever           |
| 16 de marzo   | Padre Ernesto Martearena           | Talleres (C)            | 4 - 0         | Güemes (SdE)             |
| 23 de marzo   | Marcelo Bielsa                     | Unión                   | (4) 1 - 1 (3) | Sportivo Las Parejas     |
| 25 de marzo   | Julio César Villagra               | Estudiantes (LP)        | 2 - 1         | Puerto Nuevo             |
| 26 de marzo   | Mario Alberto Kempes               | Independiente           | (4) 1 - 1 (3) | Central Norte (S)        |
| 27 de marzo   | Único Madre de Ciudades            | Racing Club             | 3 - 1         | Gimnasia y Tiro (S)      |
| 30 de marzo   | Julio César Villagra               | Defensa y Justicia      | 4 - 1         | Sacachispas              |
| 5 de abril    | Carlos Augusto Mercado Luna        | Central Córdoba (SdE)   | (3) 0 - 0 (4) | Gimnasia y Esgrima (J)   |
| 13 de abril   | Juan Gilberto Funes                | San Lorenzo             | (2) 1 - 1 (4) | Racing (C)               |
| 20 de abril   | Álvaro Pedro Ducás                 | Ferro Carril Oeste      | 4 - 0         | J. J. de Urquiza         |
| 27 de abril   | Carlos Augusto Mercado Luna        | Quilmes                 | 2 - 0         | San Martín (T)           |
| 27 de abril   | Padre Ernesto Martearena           | Atlético Tucumán        | 2 - 0         | Brown de Adrogué         |
| 3 de mayo     | Julio César Villagra               | Aldosivi                | (3) 1 - 1 (2) | Colegiales               |
| 4 de mayo     | Julio César Villagra               | Sarmiento (J)           | 0 - 2         | Flandria                 |
| 4 de mayo     | Presbítero Bartolomé Grella        | Newell's Old Boys       | 3 - 1         | Ituzaingó                |
| 12 de mayo    | Ciudad de Caseros                  | Barracas Central        | 4 - 1         | Acassuso                 |
| 12 de mayo    | Brigadier General Estanislao López | Patronato               | 2 - 0         | Deportivo Morón          |
| 13 de mayo    | 15 de abril                        | Rosario Central         | (5) 1 - 1 (3) | Sol de Mayo              |
| 13 de mayo    | Juan Gilberto Funes                | Godoy Cruz              | 2 - 0         | Tristán Suárez           |
| 24 de mayo    | Marcelo Bielsa                     | Huracán                 | (3) 0 - 0 (4) | Deportivo Madryn         |
| 25 de mayo    | Carlos Augusto Mercado Luna        | Platense                | (1) 1 - 1 (4) | Belgrano (C)             |
| 25 de mayo    | Ciudad de Caseros                  | Gimnasia y Esgrima (LP) | 1 - 0         | Liniers (SJ)             |
| 1 de junio    | Nuevo Francisco Urbano             | Tigre                   | w/o           | Los Andes                |

### Dieciseisavos de final
Esta fase la disputaron los ganadores de los treintaidosavos de final. Desde el 8 de junio hasta el 4 de agosto se enfrentaron a partido único y los dieciséis ganadores clasificaron a los octavos de final.
| Fecha       | Estadio                     | Equipo 1                | Resultado     | Equipo 2                |
| ----------- | --------------------------- | ----------------------- | ------------- | ----------------------- |
| 8 de junio  | Carlos Augusto Mercado Luna | Ferro Carril Oeste      | 0 - 1         | Boca Juniors            |
| 8 de junio  | 23 de agosto                | Racing Club             | 1 - 2         | Agropecuario            |
| 8 de junio  | Juan Gilberto Funes         | Vélez Sarsfield         | 1 - 0         | Independiente Rivadavia |
| 15 de junio | Carlos Augusto Mercado Luna | Gimnasia y Esgrima (J)  | 1 - 0         | Racing (C)              |
| 22 de junio | Marcelo Bielsa              | Patronato               | (3) 1 - 1 (2) | Colón                   |
| 22 de junio | Padre Ernesto Martearena    | Chaco For Ever          | (3) 0 - 0 (4) | Talleres (C)            |
| 23 de junio | 23 de agosto                | Atlético Tucumán        | 0 - 1         | Independiente           |
| 29 de junio | Nuevo Monumental            | Gimnasia y Esgrima (LP) | 2 - 0         | Flandria                |
| 6 de julio  | Juan Carmelo Zerillo        | Argentinos Juniors      | 0 - 1         | Defensa y Justicia      |
| 12 de julio | Único de San Nicolás        | Banfield                | 2 - 1         | Unión                   |
| 13 de julio | 15 de abril                 | Belgrano (C)            | 1 - 0         | Estudiantes (LP)        |
| 13 de julio | Julio César Villagra        | Lanús                   | 1 - 3         | Godoy Cruz              |
| 13 de julio | Único de Villa Mercedes     | Barracas Central        | 0 - 3         | River Plate             |
| 27 de julio | Juan Carmelo Zerillo        | Tigre                   | (2) 3 - 3 (4) | Deportivo Madryn        |
| 3 de agosto | Único de San Nicolás        | Aldosivi                | 2 - 4         | Newell's Old Boys       |
| 4 de agosto | Julio César Villagra        | Rosario Central         | (2) 1 - 1 (4) | Quilmes                 |

### Octavos de final
Esta fase la disputaron los ganadores de los dieciseisavos de final. Desde el 9 de agosto hasta el 15 de septiembre se enfrentaron a partido único y los ocho ganadores clasificaron a los cuartos de final.
| Fecha            | Estadio                  | Equipo 1                | Resultado     | Equipo 2               |
| ---------------- | ------------------------ | ----------------------- | ------------- | ---------------------- |
| 9 de agosto      | Centenario               | Gimnasia y Esgrima (LP) | 1 - 2         | Patronato              |
| 10 de agosto     | Padre Ernesto Martearena | Agropecuario            | 0 - 1         | Boca Juniors           |
| 31 de agosto     | Único de Villa Mercedes  | Godoy Cruz              | (5) 0 - 0 (4) | Belgrano (C)           |
| 31 de agosto     | Juan Domingo Perón       | Banfield                | 2 - 0         | Gimnasia y Esgrima (J) |
| 31 de agosto     | Centenario               | Defensa y Justicia      | 0 - 4         | River Plate            |
| 7 de septiembre  | Juan Carmelo Zerillo     | Quilmes                 | (4) 1 - 1 (1) | Deportivo Madryn       |
| 7 de septiembre  | Juan Gilberto Funes      | Talleres (C)            | 2 - 1         | Newell's Old Boys      |
| 15 de septiembre | 23 de agosto             | Vélez Sarsfield         | 0 - 2         | Independiente          |

### Cuartos de final
Esta fase la disputaron los ganadores de los octavos de final. El 27 y el 28 de septiembre se enfrentaron a partido único y los cuatro ganadores clasificaron a las semifinales.
| Fecha            | Estadio                     | Equipo 1      | Resultado     | Equipo 2     |
| ---------------- | --------------------------- | ------------- | ------------- | ------------ |
| 27 de septiembre | Juan Gilberto Funes         | Banfield      | (3) 1 - 1 (1) | Godoy Cruz   |
| 28 de septiembre | Centenario                  | Independiente | (2) 0 - 0 (4) | Talleres (C) |
| 28 de septiembre | Carlos Augusto Mercado Luna | Patronato     | (4) 2 - 2 (3) | River Plate  |
| 28 de septiembre | Malvinas Argentinas         | Boca Juniors  | 3 - 2         | Quilmes      |

### Semifinales
Esta fase la disputaron los ganadores de los cuartos de final. El 26 de octubre se enfrentaron a partido único y los ganadores clasificaron a la final.
| Fecha         | Estadio                   | Equipo 1  | Resultado     | Equipo 2     |
| ------------- | ------------------------- | --------- | ------------- | ------------ |
| 26 de octubre | Marcelo Bielsa            | Banfield  | 0 - 1         | Talleres (C) |
| 26 de octubre | San Juan del Bicentenario | Patronato | (3) 1 - 1 (2) | Boca Juniors |

### Final
Esta fase la disputaron los 2 ganadores de las semifinales. Se enfrentaron a partido único el 30 de octubre.
| Fecha         | Estadio             | Equipo 1     | Resultado | Equipo 2  |
| ------------- | ------------------- | ------------ | --------- | --------- |
| 30 de octubre | Malvinas Argentinas | Talleres (C) | 0 - 1     | Patronato |

## Goleadores
| Jugador              | Equipo                  | Goles |
| -------------------- | ----------------------- | ----- |
| Jesús Dátolo         | Banfield                | 4     |
| Marcelo Estigarribia | Patronato               | 4     |
| Juan Fernando Garro  | Newell's Old Boys       | 3     |
| José Manuel López    | Lanús                   | 3     |
| Pablo Solari         | River Plate             | 3     |
| Franco Soldano       | Gimnasia y Esgrima (LP) | 3     |

## Equipo ideal
| Pos.           | Futbolista             | Equipo             |
| Equipo titular | Equipo titular         | Equipo titular     |
| -------------- | ---------------------- | ------------------ |
| Guardameta     | Facundo Altamirano     | Patronato          |
| Defensa        | Rafael Enrique Pérez   | Talleres (C)       |
| Defensa        | Carlos Quintana        | Patronato          |
| Defensa        | Enzo Díaz              | Talleres (C)       |
| Centrocampista | Julián Bonetto         | Quilmes            |
| Centrocampista | Pol Fernandez          | Boca Juniors       |
| Centrocampista | Nicolás Castro         | Patronato          |
| Centrocampista | Jesús Dátolo           | Banfield           |
| Delantero      | Tadeo Allende          | Godoy Cruz         |
| Delantero      | Marcelo Estigarribia   | Patronato          |
| Delantero      | Juan Fernando Garro    | Newell's Old Boys  |
| Suplentes      |                        |                    |
| Guardameta     | Alan Aguerre           | Talleres (C)       |
| Guardameta     | Facundo Cambeses       | Banfield           |
| Defensa        | Emanuel Coronel        | Banfield           |
| Defensa        | Sergio Barreto         | Independiente      |
| Centrocampista | Bruno Zuculini         | River Plate        |
| Centrocampista | Juan Fernando Quintero | River Plate        |
| Delantero      | Lucas González         | Deportivo Madryn   |
| Delantero      | Franco Soldano         | Gimnasia (LP)      |
| Delantero      | Leonardo Marinucci     | Deportivo Madryn   |
| Delantero      | Nicolás Fernández      | Defensa y Justicia |
| Delantero      | Sebastián Villa        | Boca Juniors       |
| Delantero      | Brian Blando           | Agropecuario       |
| Delantero      | Joaquín Susvielles     | Belgrano           |
| Entrenador     | Facundo Sava           | Patronato          |